# 智經研究中心
智經研究中心（英語：Bauhinia Foundation Research Centre）是香港一個民間政策研究機構及智庫，於2006年3月成立，主要研究各項社會民生及經濟政策。智經研究中心由李國棟擔任主席，理事由胡定旭、李國棟、劉鳴煒及李金鴻組成，並由前香港特別行政區行政長官辦公室主任林煥光及保安局局長黎慶寧等人出任顧問。研究經費則由相關的智經基金從商界、企業家及社會各界人士籌募得來。智經基金為慈善信託基金，其監護人是泛華集團及星島新聞集團主席何柱國。智經研究中心於2022年3月底停止運作。

## 外部連結
- 智經研究中心 （页面存档备份，存于）